# Invictus (album)
Invictus è l'ottavo album del gruppo statunitense Virgin Steele.

## Il disco
L'idea di Invictus, il cui titolo iniziale fu A Season In Purgatory, venne a David DeFeis durante la degenza in ospedale seguita ad un incidente automobilistico. L'album è il seguito di The Marriage of Heaven and Hell - Part One e The Marriage of Heaven and Hell - Part Two, con i quali forma la trilogia Marriage, dove ritroviamo i personaggi di Endyamon ed Emalaith. Il disco è il primo a vedere la partecipazione di Frank Gilchriest in tutte le tracce ed il secondo con Rob DeMartino, che avrebbe lasciato nuovamente il gruppo di lì a poco. La copertina del disco ritrae Perseo con in mano la testa di Medusa, statua di Benvenuto Cellini conservata a Firenze.

## Tracce
1. The Blood of Vengeance – 1:54
2. Invictus – 5:35
3. Mind, Body, Spirit – 7:18
4. In the Arms of the Death God – 1:19
5. Through Blood and Fire – 5:30
6. Sword of the Gods – 7:33
7. God of Our Sorrows – 1:19
8. Vow of Honour – 1:02
9. Defiance – 6:30
10. Dust from the Burning (A Season in Purgatory) – 4:32
11. Amaranth – 0:22
12. A Whisper of Death – 8:52
13. Dominion Day – 6:35
14. A Shadow of Fear – 6:11
15. Theme from "The Marriage.." – 0:22
16. Veni, Vidi, Vici – 10:41

- Tutte le canzoni scritte da David DeFeis

## Formazione
- David Defeis - voce, tastiere, orchestrazioni, spade, effetti
- Edward Pursino - chitarra
- Rob DeMartino - basso
- Frank "The Krakan" Gilchriest - batteria